# Kløvtand
Dicranum (Kløvtand) er en slægt af mosser med syv arter i Danmark.
Arterne i denne slægt har lancetformede, ensidigt vendte blade med bred ribbe og tydelige bladvinger. Stænglerne er filtet af rhizoider. Peristomtænderne er kløvede. Arterne er dioike.
| Danske arter |

- Butbladet kløvtand Dicranum affine
- Kærkløvtand Dicranum bonjeanii
- Mørk kløvtand Dicranum fuscescens
- Helspidset kløvtand Dicranum leioneuron
- Stor kløvtand Dicranum majus
- Alm. kløvtand Dicranum scoparium
- Hedekløvtand Dicranum spurium